# Tagiadini
Los tagiadinos (Tagiadini) son una tribu de lepidópteros ditrisios de la subfamilia Pyrginae  dentro de la familia Hesperiidae.

## Géneros
- Abantis
- Abraximorpha
- Calleagris
- Capila
- Caprona
- Chaetocneme
- Chamunda
- Coladenia
- Ctenoptilum
- Daimio
- Darpa
- Eagris
- Exometoeca
- Gerosis
- Leucochitonea
- Mooreana
- Netrobalane
- Netrocoryne
- Odina
- Odontoptilum
- Pintara
- Procampta
- Satarupa
- Semperium
- Seseria
- Tagiades
- Tapena